# Casale Cremasco-Vidolasco
Casale Cremasco - Vidolasco é uma comuna italiana da região da Lombardia, província de Cremona, com cerca de  habitantes. Estende-se por uma área de  km², tendo uma densidade populacional de  hab/km². Faz fronteira com Camisano, Castel Gabbiano, Pianengo, Ricengo, Sergnano.

## Demografia
| Variação demográfica do município entre 1861 e 2011                               |
|                                                                                   |
| Fonte: Istituto Nazionale di Statistica (ISTAT) - Elaboração gráfica da Wikipedia |